# 사무엘 산체스
사무엘 산체스 곤살레스(스페인어: Samuel Sánchez González, 1978년 2월 5일~)는 스페인의 사이클 선수로 2008년 하계 올림픽 남자 개인 도로 금메달을 획득했다.